# Musique finlandaise
 (février 2025).
 (février 2025).
Si vous disposez d'ouvrages ou d'articles de référence ou si vous connaissez des sites web de qualité traitant du thème abordé ici, merci de compléter l'article en donnant les références utiles à sa vérifiabilité et en les liant à la section « Notes et références ».
La musique finlandaise est apparentée aux musiques scandinaves (norvégienne et suédoise) et baltiques (lituanienne, estonienne). 
La musique traditionnelle carélienne, telle qu'elle s'exprime par le Kalevala est considérée comme l'expression la plus pure des mythes et croyances finnois, et la moins influencée par la culture germanique. Cette musique traditionnelle finnoise vit un renouveau depuis quelques décennies, et est devenue une branche de la musique populaire. Les peuples du nord de la Finlande, les Sami, ont en outre leur propre tradition musicale. La musique classique trouve en Sibelius un compositeur attaché aux valeurs nationales ayant pourtant une envergure internationale. La musique populaire actuelle inclut une scène renommée de rock et de heavy metal, phénomène musical partagé avec les autres pays nordiques, mais aussi un attrait particulier pour le schlager ou le tango.

## Musique traditionnelle

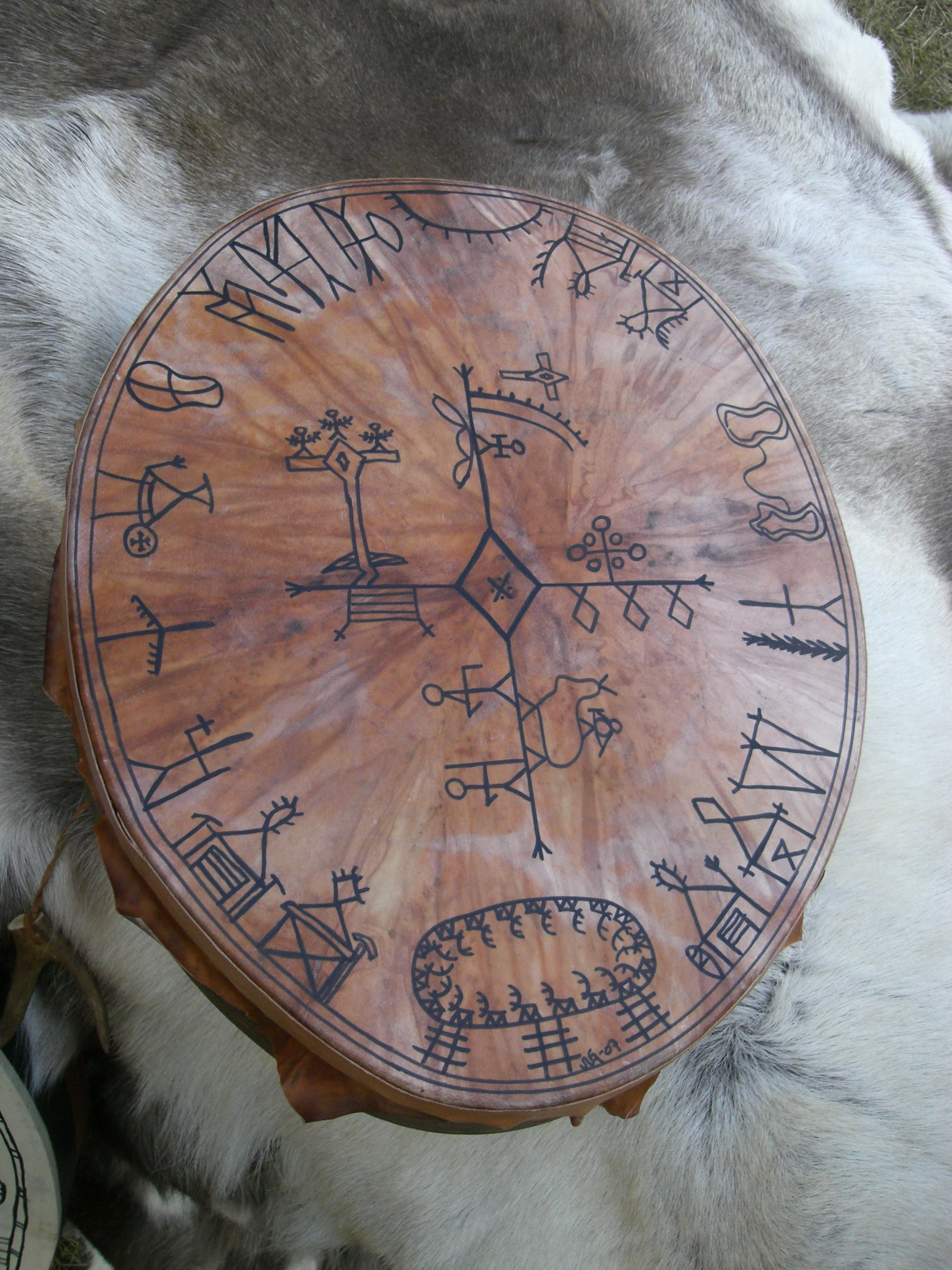
Bubnu saami.

Il y a deux traditions principales dans la musique folklorique finlandaise : la musique kalevali et la musique pelimanni. La musique kalevali, la forme la plus ancienne et la plus essentielle, est la tradition orale soliste de runonlaulanta ou runonlaulu (« poème chanté ») qui est chanté sur un ambitus de cinq notes avec un tétramètre. Usant d'allitération, il déclame l'épopée de Väinämöinen, Lemminkäinen et Kullervo, parfois accompagné au kantele. Une autre forme devient populaire au XVIIe siècle, le rekilaulu, une sorte de chant de traîneau rimé (ou strophique) qui malgré l'opposition de l'Église qu'il rencontre, perdure et depuis les années 1920, est intégré au répertoire des musiciens populaires (Arthur Kylander, Erkki Rankaviita et Pinnin Pojat. On trouve[style à revoir] aussi des artistes tels Leena Joutsenlahti, Teppo Repo et Virpi Forsberg. Les chants runos sont réactualisés par Reijo Kela, Kimmo Pohjonen et Heikki Laitinen. Les artistes Konsta Jylhä, JPP, Värttinä, Purppuripelimannit et Tellu Turkka intègrent ce répertoire dans leurs productions folkloriques modernisées.
La musique pelimanni ou musique à danser nordique appelée aussi purppuri (de « pot-pourri », suite de danse). Cette musique modale d'origine centrale européenne arriva au XVIIe siècle, et à partir du XIXe siècle, devint le genre principal de la musique finlandaise, jouée à la vièle, à la clarinette, puis à l'harmonium et à l'accordéon. Les danses exécutées sont typiques (polska, polka, mazurka, scottish, quadrille, valse, purppuri et menuet). Au XXe siècle, la région de Kaustinen devient son centre avec Friiti Ojala, Antti Järvelä et Konsta Jylhä (de Purpuripelimannit). Cette tradition perdure avec les groupes folkloriques Frigg, Troka et Maria Kalaniemi. 
La musique des Samis se distingue par le chant a cappella joik (prononcé « yoïk »), clamé lentement du fond de la gorge, en faisant transparaître de la colère ou de la douleur. Les missionnaires chrétiens et les prêtres les ont qualifiés de « chansons du diable ». On y trouve aussi les chants lavlu et vuelie. De nos jours[Quand ?], les joiks sont fréquemment accompagnés par des instruments.

## Musique classique

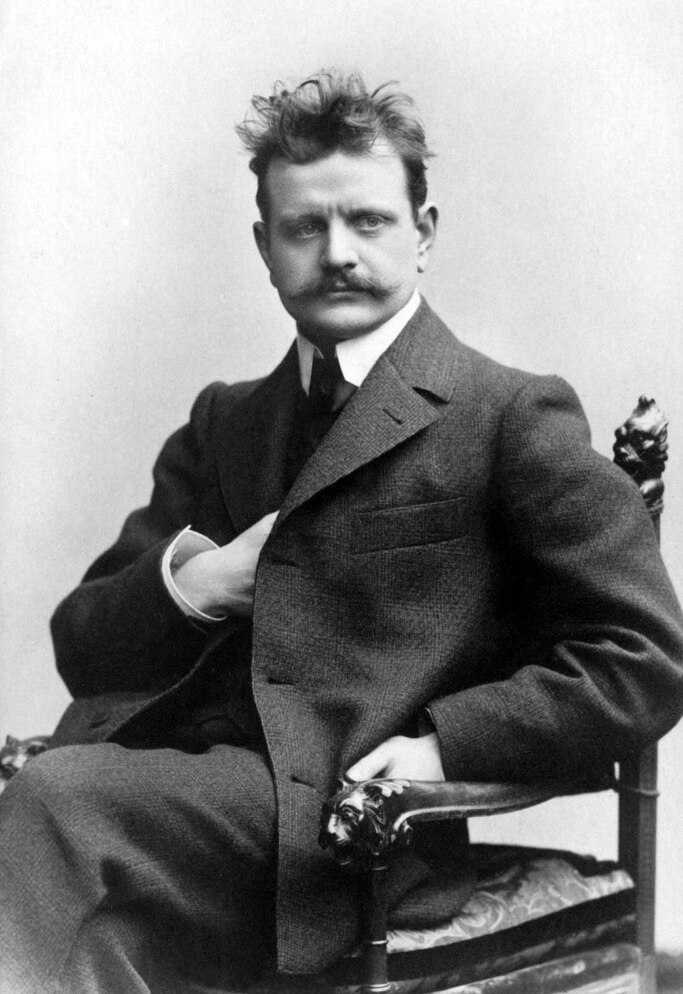
Jean Sibelius développe dans sa musique l'identité nationale finlandaise.

Les premiers concerts classiques datent du XVIIIe siècle à Turku ; Erik Tulindberg y composa six quartets fameux. Après l'annexion russe de 1809, Vyborg et Helsinki devinrent des centres culturels et le premier opéra finnois est écrit par le compositeur allemand Fredrik Pacius en 1852, de même que l'hymne national Maamme en 1863. Le compositeur Jean Sibelius  est certainement la plus grande figure de la musique classique finlandaise, et un symbole de cette culture, notamment avec la symphonie Kullervo et les poèmes symphoniques Tapiola et Finlandia qui ont leur importance lors du mouvement pour l'indépendance.
D'autres compositeurs appartiennent au romantisme finnois : Heino Kaski, Yrjö Kilpinen, Leevi Madetoja et Toivo Kuula. Au XXe siècle, l'opéra finlandais s'affirme : Leevi Madetoja avec Pohjalaisia, et Aarre Merikanto avec Juha sont des succès dans les années 1920, suivis par Uuno Klami, Einar Englund et Erik Bergman. Les années 1940 avec Joonas Kokkonen et Usko Meriläinen voient des innovations musicales marquantes. Aulis Sallinen renouvelle le genre en 1970 avec Ratsumies et Punainen viiva ; Magnus Lindberg lui emboîte le pas ainsi que Einojuhani Rautavaara, Kaija Saariaho et Jouni Kaipainen.
Il y a aussi un grand nombre de chefs d'orchestre talentueux, tels que Esa-Pekka Salonen, Jukka-Pekka Saraste, Susanna Mälkki et Leif Segerstam.

## Musique populaire

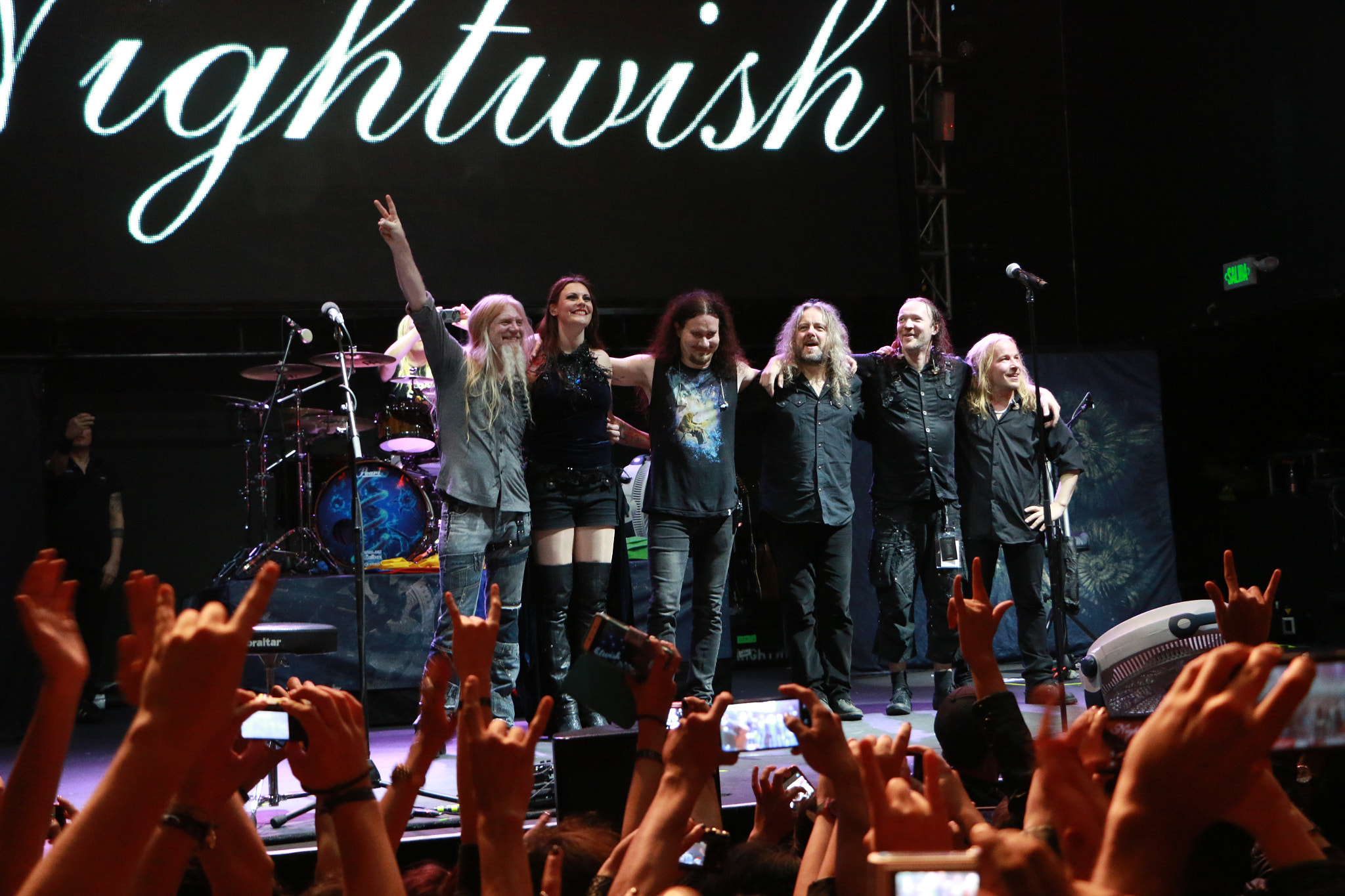
Le groupe de metal symphonique Nightwish est une figure majeure de la musique finlandaise.

La musique populaire est très variée en Finlande. L'iskelmä (« hit ») est une variante locale du schlager apparue dès les années 1930 avec Georg Malmstén, Olavi Virta et Tapio Rautavaara. Après guerre, Laila Kinnunen, Annikki Tähti, Brita Koivunen et Vieno Kekkonen ont du succès en reprenant des tangos.
Le tango finlandais (satumaa) est un style musical particulièrement populaire et original en Finlande durant les années 1940 et 1950, à la croisée entre le tango argentin pour la musique, et la musique traditionnelle russe pour les paroles et le chant. Les trois plus fameux représentants du tango finlandais sont Olavi Virta, Eino Grön, Reijo Taipale. On rencontre d'autres danses modernes tels le humppa ou le jenkka.
Les iskelmä sont réellement à l'honneur à partir des années 1970 avec Katri Helena, Danny (Ilkka Lipsanen), Fredi, Eino Grön, Erkki Junkkarinen, Frederik, Marion Rung, Tapani Kansa, Kirka, Matti & Teppo, Jari Sillanpää, et Kikka Sirén.
Les chanteurs pop de variétés Maija Vilkkumaa, Anssi Kela, Irina, Anna Eriksson, Hanna Pakarinen, Antti Tuisku, et PMMP chantent principalement en finnois.
Les musiciens finlandais de jazz les plus célèbres sont Alexi Tuomarila, Heikki Sarmanto, Eero Koivistoinen, Sakari Kukko du groupe Piirpauke, Joonas Haavisto, Jarmo Savolainen, Markku Ounaskari, Joona Toivanen, Jukkis Uotila, Samuli Mikkonen, Iiro Rantala, Black Motor et Jukka Tolonen.
Suomirock est le mot qui signifie musique rock finlandaise d'après la musique rock arrivée en Finlande dans les années 1950. Dès les années 1970, des groupes tels Blues Section, Wigwam, Tasavallan Presidentti et Hurriganes acquièrent un succès dans les pays nordiques.
Le mouvement punk voit le succès de Pelle Miljoona, Terveet Kädet, Eppu Normaali, Dingo et dans une moindre mesure Hassisen Kone, Sielun Veljet, Kauko Röyhkä, et Hanoi Rocks. Dans le même temps, Hector, Juice Leskinen, Dave Lindholm chantent en finnois.
Les scènes rock et metal finlandaises sont extrêmement actives (le pays compte par exemple plus de 2 000 groupes de metal). Les principaux représentants sont  : Nightwish, Amorphis, Waltari, Stratovarius, Sentenced, Sonata Arctica, Children of Bodom, Ensiferum, Charon, Korpiklaani, Finntroll, HIM, et The 69 Eyes. La scène finlandaise gagne en popularité aux États-Unis depuis la fin des années 1990, avec notamment le groupe de metal symphonique Apocalyptica, un quartet de violoncellistes, ayant connu un succès dans le monde avec un disque de reprises du groupe Metallica et en 2007, le groupe Nightwish qui a battu tous les records jamais établis en Finlande. Le groupe Lordi, avatar de la tendance musicale hard rock/metal, gagne la compétition musicale de l'Eurovision 2006, avec la chanson Hard Rock Hallelujah. Du côté industriel, on peut aussi noter Turmion Kätilöt et Ruoska.
Pour la musique pop rock, The Rasmus est le groupe phare, notamment avec l'album Dead Letters (huit disques d'or et cinq de platine) ; le tube In the Shadows se place parmi les meilleures ventes dans 11 pays, et le clip vidéo est le clip le plus diffusé sur MTV Europe durant l'année 2005. Sunrise Avenue connait également quelques succès à l'international depuis 2006.
Vers 2000, HIM rencontre un succès international en tant que groupe de rock alternatif, inspirant les groupes Entwine, Lullacry, et Poisonblack. Dans la communauté de la musique électronique, Jori Hulkkonen et Jimi Tenor ont une réputation internationale depuis une décennie.

## Instruments traditionnels
Les instruments à vent comprennent : accordéon, bandonéon, clarinette, harmonica, et harmonium. Les instruments à cordes comprennent : kantele, jouhikko, mandoline , vièle, et violon. Les percussions comprennent : bubnu et märistysrauta.